# كوكبرن تاون
كوكبرن تاون (/ˈkoʊbərn/) هي عاصمة لجزر توركس وكايكوس . تقع مدينة كوكبرن تاون في واحدة من أكبر الجزر، في جزر توركس،أرخبيل. و هي معروفة بشوارعها الضيقة ومصابيحها القديمة.
كوكبورن تاون كانت أول مستوطنة دائمة في كل من هذه الجزر، حيث أسست عام 1681 ، من طرف جامعي الملح الذين وصلوا إلى جزر تركس وكايكوس. و يفترض أن تقع هذه المدينة على المكان حيث هبط خوان بونسي دي ليون لأول مرة في الجزيرة.

## المناخ
يظهر الجدول التالي التغييرات المناخية على مدار السنة لكوكبرن تاون:
| البيانات المناخية لـكوكبرن تاون   | البيانات المناخية لـكوكبرن تاون | البيانات المناخية لـكوكبرن تاون | البيانات المناخية لـكوكبرن تاون | البيانات المناخية لـكوكبرن تاون | البيانات المناخية لـكوكبرن تاون | البيانات المناخية لـكوكبرن تاون | البيانات المناخية لـكوكبرن تاون | البيانات المناخية لـكوكبرن تاون | البيانات المناخية لـكوكبرن تاون | البيانات المناخية لـكوكبرن تاون | البيانات المناخية لـكوكبرن تاون | البيانات المناخية لـكوكبرن تاون | البيانات المناخية لـكوكبرن تاون |
| الشهر                             | يناير                           | فبراير                          | مارس                            | أبريل                           | مايو                            | يونيو                           | يوليو                           | أغسطس                           | سبتمبر                          | أكتوبر                          | نوفمبر                          | ديسمبر                          | المعدل السنوي                   |
| --------------------------------- | ------------------------------- | ------------------------------- | ------------------------------- | ------------------------------- | ------------------------------- | ------------------------------- | ------------------------------- | ------------------------------- | ------------------------------- | ------------------------------- | ------------------------------- | ------------------------------- | ------------------------------- |
| متوسط درجة الحرارة الكبرى °م (°ف) | 27 (80)                         | 27 (81)                         | 28 (82)                         | 28 (83)                         | 29 (85)                         | 30 (86)                         | 31 (87)                         | 31 (88)                         | 31 (88)                         | 30 (86)                         | 29 (84)                         | 28 (82)                         | 29 (84)                         |
| متوسط درجة الحرارة الصغرى °م (°ف) | 23 (73)                         | 23 (73)                         | 23 (74)                         | 24 (75)                         | 25 (77)                         | 26 (79)                         | 27 (80)                         | 27 (80)                         | 27 (80)                         | 26 (79)                         | 24 (76)                         | 24 (75)                         | 25 (77)                         |
| الهطول مم (إنش)                   | 36 (1.4)                        | 33 (1.3)                        | 25 (1)                          | 36 (1.4)                        | 30 (1.2)                        | 56 (2.2)                        | 30 (1.2)                        | 41 (1.6)                        | 66 (2.6)                        | 76 (3)                          | 94 (3.7)                        | 86 (3.4)                        | 600 (23.8)                      |
| المصدر: Weatherbase               |                                 |                                 |                                 |                                 |                                 |                                 |                                 |                                 |                                 |                                 |                                 |                                 |                                 |